# انتخابات الرئاسة الأمريكية 1840
الانتخابات الرئاسية الأمريكية 1840 هي الانتخابات الرئاسية الأمريكية التي جرت في 1840، لانتخاب رئيس الولايات المتحدة، فاز بالانتخابات ويليام هنري هاريسون.

## المرشحين
| المرشح              | الحزب | عدد الأصوات |
| ------------------- | ----- | ----------- |
| ويليام هنري هاريسون |       |             |